# Piščetke
Piščetke – wieś w Chorwacji, w żupanii karlowackiej, w gminie Netretić. W 2011 roku liczyła 15 mieszkańców.